# انتشارات فوسوشا
انتشارات فوسوشا (انگلیسی: Fusosha Publishing) یکی از شرکت‌های انتشاراتی ژاپن و متعلق به فوجی تلویژن است.